# Colegio San Ignacio El Bosque
El Colegio San Ignacio El Bosque es un establecimiento educacional perteneciente a la Compañía de Jesús, Orden Religiosa de la Iglesia Católica, fundada por San Ignacio de Loyola en 1540. Es parte de la Red Educacional Ignaciana de Chile y de la Federación Latinoamericana de Colegios Jesuitas, FLACSI.

## Historia

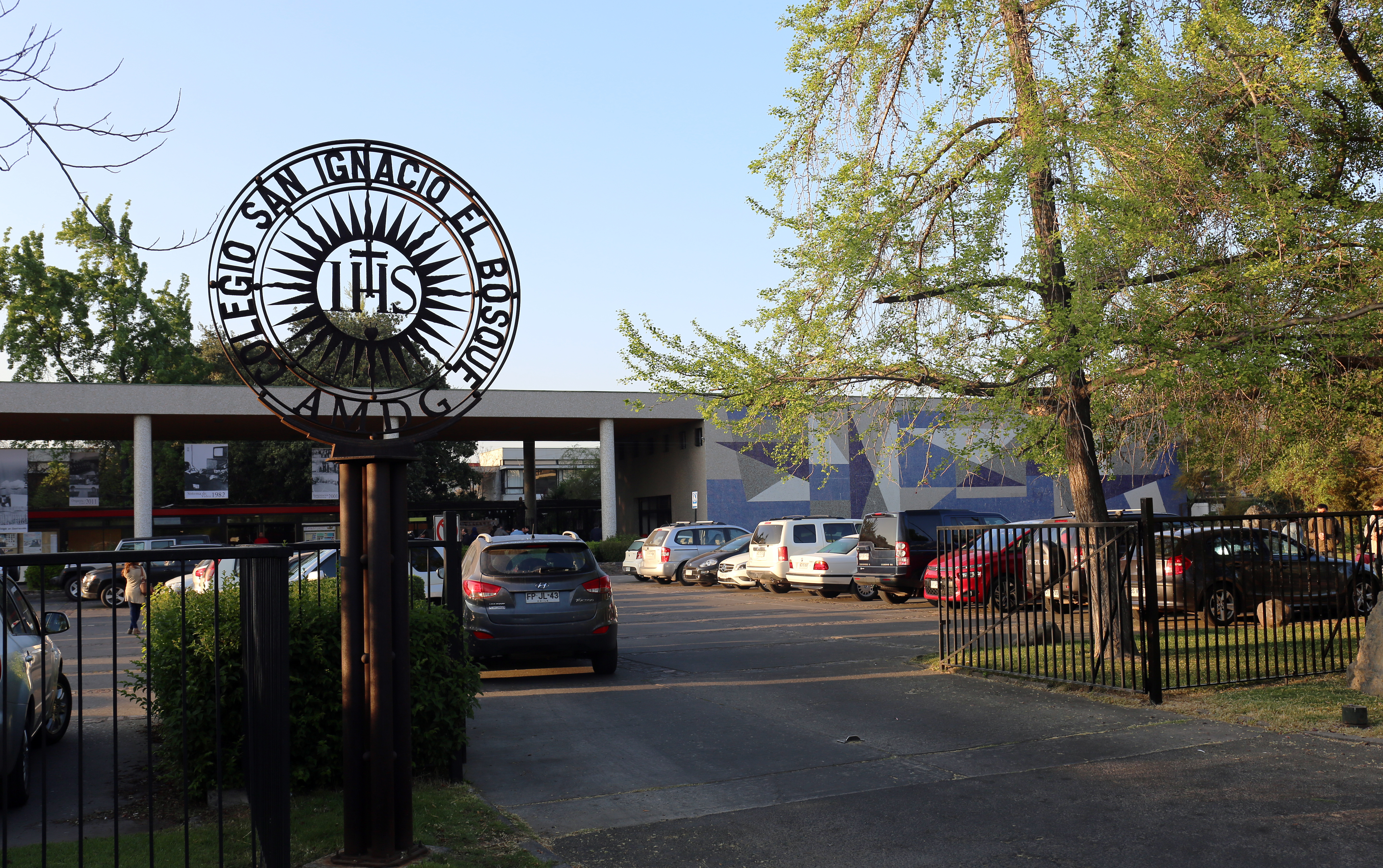
Vista general de la entrada del Colegio San Ignacio El Bosque

En el año 1931, la Compañía de Jesús adquiere diez cuadras de terrenos en la comuna de Providencia, con la intención de construir un estadio donde los estudiantes del colegio de Alonso de Ovalle pudieran practicar deportes. Mientras se construye el estadio, se piensa levantar en los terrenos comprados un moderno internado para trasladar el del centro. El 8 de diciembre de 1935, con la participación de variadas autoridades, se coloca la primera piedra del futuro internado. El estadio, por su parte, fue inaugurado en 1936. El nuevo edificio nunca se usó como internado, ya que este dejó de funcionar como tal en Alonso Ovalle en 1954. Al estar en ese año la obra del actual pabellón Lecaros muy avanzada, se piensa la posibilidad de llevar las preparatorias a las nuevas dependencias.

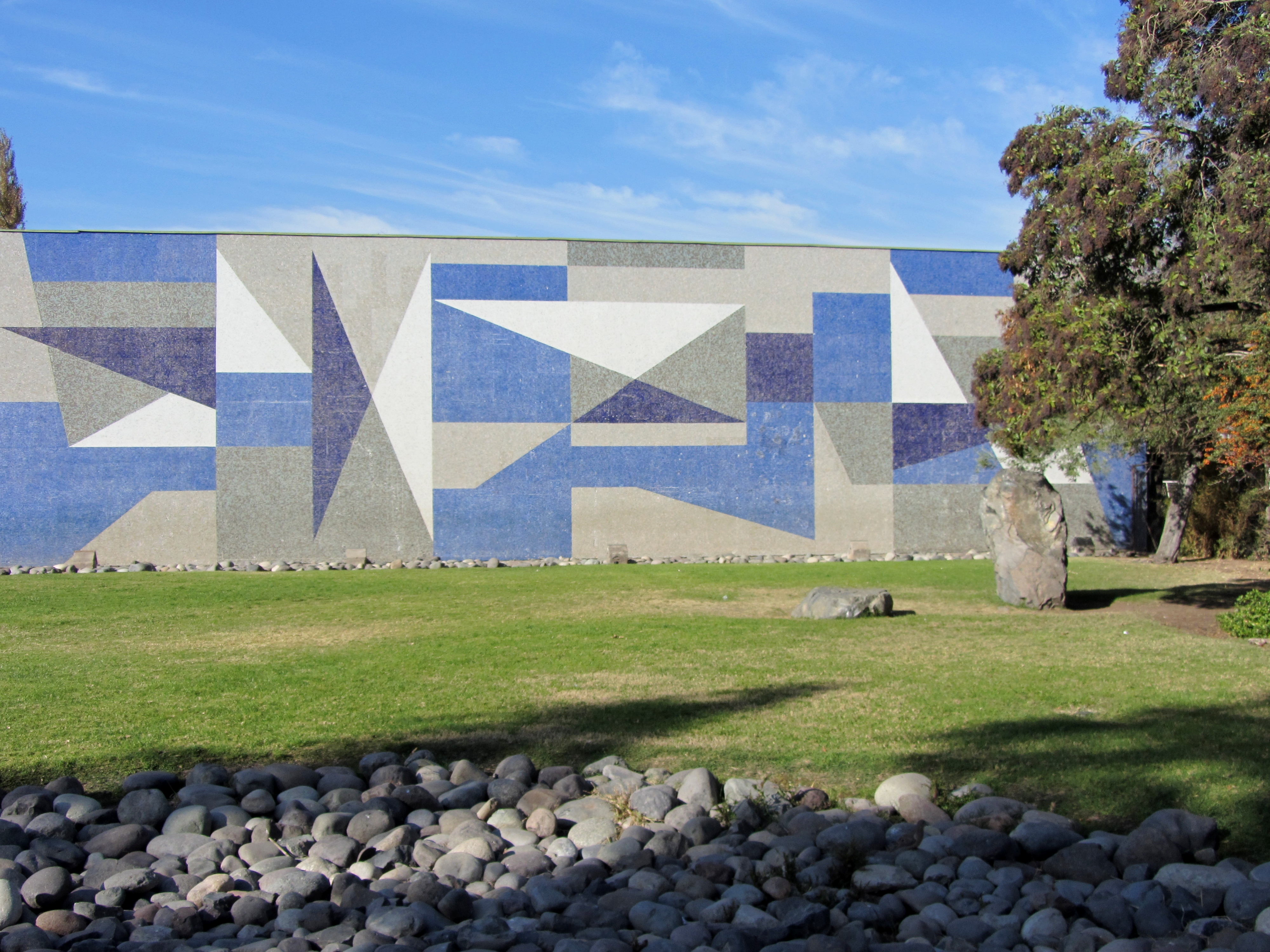
Homenaje a Fray Angélico de 1961 en la fachada del Colegio.

Al cumplir 100 años el viejo colegio, en 1956, exactamente el 3 de octubre, se inaugura oficialmente el nuevo edificio de Avenida Pocuro. En ese momento ya están estudiando en el nuevo recinto cerca de 400 alumnos de cursos básicos, a cargo de las Hermanas del Amor Misericordioso.
El año 1960, el P. Provincial de la Compañía decide la total separación de los dos colegios, al mismo tiempo que se da comienzo a la construcción de las futuras humanidades y se piensa bautizar con el nombre de “Colegio San Luis Gonzaga”. Esta última idea fue dejada de lado pues, ante las complicadas leyes educacionales del país, era preferible mantener el mismo nombre con los mismos beneficios del antiguo colegio.
El mismo año 1960 muchos alumnos de Alonso Ovalle pasaron a estudiar al nuevo colegio. El año 1964 llegó de prefecto el P. José Francisco Arrau, quién se encargó de dar término a algunas obras como el comedor, y la nivelación final de la pista de atletismo. 
Durante 1995 se construyó el actual gimnasio y centro de eventos del colegio, y en 2001, la pista sintética de atletismo en el estadio. En 2004 se levanta el último pabellón de acuerdo al plano original del colegio, para uso de los terceros y cuartos medios.

## Administración
El 7 de marzo de 2016 se produjo el cambio de mando en la dirección del establecimiento convirtiéndose en rector el laico Jorge Radic quien se convierte en la segunda autoridad no religiosa del Colegio San Ignacio El Bosque, y el primero en más de 40 años. Reemplazó al padre Ismael Aracena S.J. En, 2022 se marca otro hito en la dirección del establecimiento al asumir como rectora Luz María Acle Parodi, la primera mujer en ocupar dicho cargo. Luego de un interinato en la rectoría del Colegio, el sacerdote y exalumno Juan Cristóbal García Huidobro entregó el cargo a Danilo Frías Sáez, quien había ejercido similar cargo en el Colegio San Ignacio Alonso de Ovalle.